# Hvarna
Hvarna – rosyjski folkowy zespół tworzący muzykę nawiązującą do tradycji ludności ugrofińskiej, ludności Północnej Rosji oraz Białorusi.

## Muzycy
- Andrus Palauchenia – śpiew, dudy, kantele, instrumenty perkusyjne
- Anukhin Maxim – śpiew, gusli
- Yelkina Jekaterina – śpiew, instrumenty perkusyjne
- Jewgienija Yablonskiy – śpiew, klawisze
- Dmitriy Terekhov – perkusja

## Dyskografia
- The Wheel of Returns
- Demo